# Thyrgis viridis
Thyrgis viridis là một loài bướm đêm thuộc phân họ Arctiinae, họ Erebidae.